# Tusitala
Tusitala is een geslacht van spinnen uit de familie springspinnen (Salticidae).

## Soorten
De volgende soorten zijn bij het geslacht ingedeeld:
- Tusitala barbata Peckham & Peckham, 1902
  - Tusitala barbata longipalpis Lessert, 1925
- Tusitala discibulba Caporiacco, 1941
- Tusitala guineensis Berland & Millot, 1941
- Tusitala hirsuta Peckham & Peckham, 1902
- Tusitala lutzi Lessert, 1927
- Tusitala lyrata (Simon, 1903)
- Tusitala proxima Wesolowska & Russell-Smith, 2000
- Tusitala unica Wesolowska & Russell-Smith, 2000
- Tusitala yemenica Wesolowska & van Harten, 1994